# Josiah Tucker
Pour les articles homonymes, voir Tucker.
Josiah Tucker (1713-1799) est un auteur de traités économiques et politiques anglais, qui a écrit sur des sujets aussi variés que l'émancipation des Juifs ou l' indépendance américaine.

## Biographie
Il est né à Laugharne, dans le Carmarthenshire. On pense qu'il était le fils d'un paysan, ou peut-être d'un petit employé.
Son premier travail publié est une attaque du méthodisme, mais c'est en publiant, en 1749, A Brief Essay on the Advantages and Disadvantages, which respectively Attend France and Great Britain, qu'il se fait un nom comme économiste. L'ouvrage est très vite traduit en français par Plumard de Dangeul, et publié à Leyde sous le titre Remarques sur les avantages et les désavantages de la France et de la Grande Bretagne, par rapport au commerce, & aux autres sources de la puissance des États (l'ouvrage et attribué à un certain chevalier John Nickolls, pseudonyme de Plumard.) Tucker eut sans doute une influence sur les physiocrates français.
Certains pensent que Tucker fut également l'une des sources des idées d'Adam Smith, mais le fait est contesté.
Dans les années 1750, Tucker défend le bill de Robert Nugent pour la naturalisation des étrangers, y compris les juifs, qui, dans la Grande-Bretagne de l'époque, étaient des sujets de seconde zone, et ne pouvaient avoir les mêmes droits que les autres qu'en se convertissant au christianisme. 
Lors de la guerre d'indépendance américaine, Tucker adopte une position originale. Dès 1766, en effet, il pense que la séparation du Royaume-Uni d'avec ses colonies d'Amérique du Nord est inévitable, mais il est également hostile aux Américains. Il écrit à ce sujet plusieurs pamphlets, dont A Series of Answers to Certain Popular Objections Against separating from the rebellious colonies (Une série de réponses à certaines objections populaires contre la séparation d'avec les colonies rebelles), en 1776.

## Écrits de Josiah Tucker
- A Brief Essay on the Advantages and Disadvantages, which respectively Attend France and Great Britain, 1749.
- A Series of Answers to Certain Popular Objections Against separating from the rebellious colonies, 1776.
- A Treatise Concerning Civil Government, 1781.
- R. L. Schulyer (ed.), Josiah Tucker: a selection from his economic and political writings, New York, 1931.
- La liste complète des écrits de Josiah Tucker est disponible sur l'English Short Title Catalogue de la British Library.

## Source de l'article
- Oxford Dictionary Of National Biography